# Lucas Coelho
Lucas Heinzen Coelho, noto solo come Lucas Coelho (Lages, 20 luglio 1994), è un calciatore brasiliano, attaccante svincolato.

## Carriera
Con il Grêmio ha giocato nella massima serie del campionato brasiliano.